# ヴァーナ・フィールズ
ヴァーナ・フィールズ（Verna Fields、旧姓ヘルマン（Hellman）、1918年3月21日 - 1982年11月30日）は、アメリカの映画編集者、映画・テレビの音響編集者、教育者、ユニバーサル社の経営幹部。ニュー・ハリウッドの時代（1968年-1982年）に映画編集者として活躍し、駆け出し時代のジョージ・ルーカスやスティーブン・スピルバーグ、ピーター・ボグダノヴィッチの作品に関わり「マザー・カッター」（カッターは編集者の通称）と呼ばれた。特に『おかしなおかしな大追跡』（1972年）、『アメリカン・グラフィティ』（1973年）、『ジョーズ』（1975年）の批評と商業両面での成功に関しては、編集として関わった彼女の功績も広く認知されており、1975年度の第48回アカデミー賞では編集賞を受賞した。
フィールズのキャリアは大学卒業後の1940年代に始まり、当初は20世紀フォックスで音響助手など複数の仕事を担った。1946年に映画編集者のサム・フィールズと結婚し、これを機に一度、仕事を辞めるが、1954年に若くして夫と死別し、テレビの音響編集者として復帰した。1954年から1970年頃までの初期のキャリアでは、知名度の低い小規模なプロジェクトに関わっていたが、1962年の『エル・シド』では、音響編集者によって構成されるモーション・ピクチャー・サウンド・エディターズ（Motion Picture Sound Editors、通称：MPSE）が主催するゴールデンリール賞に選ばれた。1960年代から映画編集を行うようになり、同時に南カリフォルニア大学（USC）で映画編集の講義を受け持ったことが大きな転機となった。この時の教え子たちが後にニュー・ハリウッドを担う監督や脚本家であり、こうした縁から彼らの映画に編集として関わった。編集者としての成功後は、ユニバーサルの長編制作部門担当の副社長に任命され、主要映画スタジオにおいて上級管理職に就いた初めての女性となった。1982年にユニバーサルの副社長に在職したままロサンゼルスで死去。64歳没。
死後、彼女の名誉を称えて、ユニバーサルは、ユニバーサル・シティ内の建物に彼女の名を冠した。MPSEはヴァーナ・フィールズ賞を制定し、またウーマン・イン・フィルム（WIF）財団は女性映画学生のためのヴェルナ・フィールズ記念奨学金を運営している。

## 前半生
1918年3月21日、ミズーリ州セントルイスで、サミュエル・ヘルマンとセルマ（旧姓シュワルツ）の娘ヴァーナ・ヘルマンとして誕生する。サミュエルは、当時セントルイス・ポスト・ディスパッチ紙とサタデー・イブニング・ポスト紙の記者であったが、後に家族でハリウッドに移住し、多くの作品に関与した脚本家となる。
ヴァーナは南カリフォルニア大学（USC）でジャーナリズムの学士号を取得して卒業する。その後、20世紀フォックスでフリッツ・ラングの映画『飾窓の女』（1944年）の音響編集助手を務めるなど、数種類の仕事を経験した。1946年に映画編集者のサム・フィールズと結婚し、離職する。
2人は2人の息子をもうけ、そのうちの一人リチャード・フィールズは後に映画編集者となっている。その後、1954年にサムは心臓発作により、38歳の若さで死去した。

## 初期の音響編集者としてのキャリア
夫の死後、フィールズはテレビの音響編集者としてのキャリアをスタートさせ、『Death Valley Days』や、子供向け番組『Sky King』『Fury』の制作に関わった。自宅にフィルム編集室を設け、子供が幼いうちは夜でも仕事ができるようにしていた。そして子どもたちに自分は「土曜の朝の女王」だと言っていた。
1956年までに映画製作にも関わるようになる。音響編集者として最初にクレジットされたのは、フリッツ・ラングの『口紅殺人事件』（1956年）であった。1959年の実験的なドキュメンタリー映画『The Savage Eye』にも関わり、この作品の共同監督であったベン・マドー、シドニー・マイヤーズ、ジョセフ・ストリックや、その他の人脈を得ることに繋がり、後のキャリアにおいて重要なものとなった。1961年のアンソニー・マン監督の映画『エル・シド』においてゴールデン・リール賞のベスト音響編集部門（Best Sound Editing – Feature Film）で受賞を果たした。
『エル・シド』の後は、ストリックとマドーによる実験映画『The Balcony』（1963年）など、マイナー映画の音響編集に携わった。彼女が音響編集として最後に関わった1作は、1968年公開のピーター・ボグダノヴィッチによるデビュー作であり、低予算映画でもある『殺人者はライフルを持っている!』であった。
この作品について映画評論家のビル・ウォーレンは次の様にフィールズの功績を評している。

## 映画編集者及び教育者としてのキャリア開始
フィールズの映画編集者としてのキャリアは、1960年のアーヴィング・ラーナー監督による『青春のさまよえる時』から始まった。ラーナーもまた『The Savage Eye』の制作に関わっていた一人であった。その後、1963年にマドーが監督した『An Affair of the Skin』の編集を担当し、以降、5年間はインディペンデント映画（メジャースタジオ以外の映画のこと）の編集に携わっていた。この時期に最もよく知られた仕事はディズニー映画の『少年と鷲の伝説』（1967年）であった。また、経済機会局（OEO）、広報文化交流局（USIA）、保健教育福祉省（HEW）を通じて、米国政府から資金提供を受けたドキュメンタリー作品も制作した。
1960年代半ばからは、南カリフォルニア大学（USC）で映画編集の講義を受け持つこととなった。ダグラス・ゴメリーはUSC時代における彼女について以下のように説明している。
この教え子たちの中に、マシュー・ロビンス、ウィラード・ハイク、グロリア・カッツ、ジョン・ミリアス、ジョージ・ルーカスなどがいた。
USC時代の講義の記録は残っていないが、1975年にアメリカン・フィルム・インスティチュートで行ったセミナーのものは残存する。この中で、フィールズは以下のように語っている。
1971年にボグダノヴィッチから『おかしなおかしな大追跡』（1972年）の編集を依頼された。それまで彼は自分で編集を行っていた。この作品は非常に成功し、現在では『ラスト・ショー』（1971年）から始まるボグダノヴィッチの黄金期の2作目と評されている。これによりスタジオ映画における編集者としてのフィールズが確立された。その後、ボグダノヴィッチの監督作品には、『ペーパー・ムーン』（1973年）と『デイジー・ミラー』（1974年）にも編集として関わったが、前者は黄金期の最後の作品とみなされ、後者は興業的に失敗した。

## ルーカスと『アメリカン・グラフィティ』
1967年、広報文化交流局（USIA）によるドキュメンタリー映画『Journey to the Pacific（太平洋への旅）』（1968年、ゲイリー・ゴールドスミス監督・脚本）においてフィールズは、ジョージ・ルーカスを雇って編集を手伝わせたことがあった。
この時、フィールズはマーシア・グリフィンも雇ってルーカスに紹介しており、この出会いが、後に2人の結婚につながった。
1972年、ルーカスが監督した『アメリカン・グラフィティ』（1973年） の製作において、ルーカスは編集を妻マーシアに任せるつもりであったが、配給のユニバーサルの要求により、編集チームにフィールズも加わることとなった。ポストプロダクションが始まった最初の10週間で、ルーカスとマーシアは、フィールズやウォルター・マーチ（音響編集者）と共に、165分のオリジナル版を完成させた。この作品の40以上のシーンには映画の舞台となった1962年頃に流行したBGMが断続的に流れていた。
マイケル・スラゴウは、この効果を「ロックンロールを、ビートの効いたギリシャの合唱のように使っている」と評した。
その後、フィールズは製作から離脱するが、さらに6ヶ月の編集作業が行われ、最終的に劇場で公開される110分のショート版となった。1973年に公開されると人気を博し、批評家にも興行的にも大成功を収めた。
公開直後、ロジャー・グリーンスパンは、この映画とその編集について次のように説明している。
この仕事によって、フィールズとマーシアは、1974年のアカデミー賞において、編集賞にノミネートされたが受賞には至らなかった。

## スピルバーグと『ジョーズ』
フィールズは、スティーヴン・スピルバーグが劇場公開作品として最初に監督した『続・激突!/カージャック』（1974年）において編集を担当した。続く『ジョーズ』（1975年）の編集において、フィールズの名は広く知られるようになり、1976年にアカデミー編集賞と、アメリカ映画編集者協会によるエディ賞の両方を受賞した。レナード・マルティンはその編集を「センセーショナル」と評した 。
1980年にフィールズにインタビューしたジェラルド・ピアリーは「『ジョーズ』は世界を怖がらせ（scared）、ユニバーサルに大金をもたらし、さらに、ヴァーナ・フィールズにアカデミー賞を与えたことで「一夜にして」著名な編集者に変えた」と書いている。また次のように彼女の言葉も引用されている。「スティーヴンは、私がカットしたから、編集の成果がよくわかる記念碑的な成功を収めた最初の作品になったと言ってくれた。そして『ジョーズ』を編集したのが女性だと知られるようになったのです」。
『ジョーズ』の編集は、30年以上にわたって熱心に研究されてきた。
映画編集者のスーザン・コルダは、2005年のベルリン映画祭のタレントキャンパスでの「We'll Fix It in the Edit!?（編集で直す!?）」と題する講演において、この映画に対する編集の貢献度について広く解説している。
デヴィッド・ボードウェルは、1960年代後半に編集技法に起こった革新的なものの教科書的な例として、『ジョーズ』における2回目のサメの襲撃シーンを引用している。
評論家のデイヴィッド・エーデルスタインによる、以下の『ジョーズ』とその編集に関する熱を持ったコメントは、公開から30年経った今もこの映画の影響が続いていることを示している。
2012年に映画編集者組合（Motion Picture Editors Guild）が、選出した「史上最高の編集である映画75本」において『ジョーズ』は8位に選ばれている。

## ユニバーサル・スタジオの幹部として
1975年の『ジョーズ』の完成直後に、フィールズはユニバーサルにエグゼクティブ・コンサルタントとして雇われた。
この理由として、撮影期間中に彼女が編集以外にも次のような役割を担っていたからだと推測できる。期間中に彼女は「いつもトランシーバーでスピルバーグに呼び出された。彼女は、しばしば街にいるプロデューサーと港にいるスピルバーグの間を自転車で行き来し、土壇場の決断を下していた」。
また、『ジョーズ』は1975年6月20日に464館で封切られるまでの8ヶ月間にわたって「トークショーでの番宣回り（talk show circuit）」が行われ、プロデューサーのデイヴィッド・ブラウンとリチャード・D・ザナック、及び原作者のピーター・ベンチリーと共に、フィールズもまたこの宣伝に関与していた。
明らかに彼女は、プロデューサーとユニバーサルのスタジオ幹部から信頼を得ていた。
キャリアを通じてフィールズは個人で仕事をしていたが、1976年に『ジョーズ』の予想外の成功を受けて、彼女はユニバーサルの長編製作担当の副社長の座を受け入れた。
これは、主要映画スタジオにおいて上級管理職に就いた初の女性を意味していた。
1982年のインタビューにおいては彼女は「私は『ジョーズ』で多くの名声を得た、良くも悪くも」と述べたと伝えられている。
フィールズは「編集室の現場から上がって」きたのであり、これはほぼ無名に近い映画編集者にとって異例のことであった。
このキャリアパスの変化について、1980年に彼女はピアリーに次のように語っている。「若い映画製作者たちは独占欲が強いんです。彼らは私を自分のものだと感じているから、ある種の憤りも感じているーー　私があっちに行ってしまったから。もちろん、冷静になればそれが正しくないこと、今の私はさらに彼らのためにできることがある、と分かるのでしょうが」。
ユニバーサルにおけるフィールズの仕事について、ジョエル・シュマッカーは1982年に次のように述べている。「レコード業界にはベリー・ゴーディとアーメット・アーティガンがいる。彼らは実際にレコードを作った経営者だ。映画界では映画に携わる経営者としてヴァーナしかいない。彼女はユニバーサルの財産（fortune）を守っている……　毎日だ」。

## 晩年と死去
1981年にはウーマン・イン・フィルム（Women in Film、WIF）が主催し、長年の従事と優れた作品によって、エンターテインメント業界における女性の役割拡大に貢献した優れた女性に贈られる「ウーマン・イン・フィルム クリスタル賞（Women in Film Crystal Award）」を受賞した。
1982年、フィールズは癌のためロサンゼルスで死去した。64歳没。死去するまでユニバーサルの副社長として活躍しており、『ジョーズ』が彼女が最後に編集した作品となった。スピルバーグ作品に関しては、1977年の『未知との遭遇』においてフィールズが編集するのではないかと取り沙汰されたこともあったが、結局はマイケル・カーンが担当した。その後、30年間において、1作を除いて、スピルバーグは自身の監督作品は自ら編集を行った。
また、『ジョーズ2』において、最初の監督であったジョン・D・ハンコックが解雇された際に、フィールズがジョー・アルヴェスと共同監督を務めることが提案されたこともあったが、これも最終的にはヤノット・シュワルツが監督を務めることで立ち消えとなった。
ユニバーサルは彼女の功績を讃えて、カリフォルニア州ユニバーサル・シティにある建物を「ヴァーナ・フィールズ・ビル」と命名した。
映画音響編集者協会（MPSE）は、学生音響編集のために、彼女の名前を冠したヴァーナ・フィールズ賞を毎年主催している。
1981年にクリスタル賞を授与したWIFでは、現在、UCLAで映画を学ぶ女性のためにヴァーナル・フィールズ記念奨励金を運営している。

## 編集者として関わった作品
| 年     | タイトル                 | 監督                       | 備考                                                   |
| ------ | ------------------------ | -------------------------- | ------------------------------------------------------ |
| 1975年 | ジョーズ                 | スティーヴン・スピルバーグ | アカデミー編集賞受賞                                   |
| 1974年 | Memory of Us             | H. Kaye Dyal               |                                                        |
| 1974年 | デイジー・ミラー         | ピーター・ボグダノヴィッチ |                                                        |
| 1974年 | 続・激突!/カージャック   | スティーヴン・スピルバーグ |                                                        |
| 1973年 | アメリカン・グラフィティ | ジョージ・ルーカス         | アカデミー編集賞ノミネート（マーシア・ルーカスと共に） |
| 1973年 | ペーパー・ムーン         | ピーター・ボグダノヴィッチ |                                                        |
| 1973年 | Sing a Country Song      | Jack McCallum              |                                                        |
| 1972年 | おかしなおかしな大追跡   | ピーター・ボグダノヴィッチ |                                                        |
| 1969年 | アメリカを斬る           | ハスケル・ウェクスラー     | Paul Goldingが編集コンサルタントとクレジットされている |